# Beyond the Ice Palace
Beyond the Ice Palace is een computerspel dat werd ontwikkeld en uitgegeven door Elite Systems. Het spel kwam in 1988 uit voor verschillende homecomputers. Het spel is een platformspel. Het omvat drie levels en de speler krijgt negen levens. Elk levels wordt afgesloten met een eindbaas. Onderweg kunnen extra wapens worden opgepakt. Het spel scrolt zijwaarts en het perspectief wordt getoond in de derde persoon.

## Platforms
| Platform     | Jaar |
| ------------ | ---- |
| Amiga        | 1988 |
| Amstrad CPC  | 1988 |
| Atari ST     | 1988 |
| Commodore 64 | 1988 |
| ZX Spectrum  | 1988 |

## Ontvangst
| Beoordeeld door | Platform | Datum          | Score |
| --------------- | -------- | -------------- | ----- |
| Power Play      | Atari ST | mei 1988       | 65%   |
| Power Play      | Amiga    | september 1988 | 60%   |
| ST Action       | Atari ST | augustus 1988  | 58%   |
| Amiga Power     | Amiga    | juni 1992      | 53%   |